# مارك فورست
مارك فورست (بالإنجليزية: Mark Forrest)‏ هو لاعب كرة قدم بريطاني في مركز الهجوم، ولد في 3 ديسمبر 1996 في لندن في المملكة المتحدة. لعب مع بيتسبورغ ريفرهوندز.